# KSP Steel
ТОО «KSP Steel» — первое казахстанское предприятие по производству стальных бесшовных труб для нефтегазовой отрасли. Основано в начале 2007 года. Производственный центр компании находится в Павлодаре, где в декабре 2007 года состоялось официальное открытие завода KSP Steel с участием Президента Республики Казахстан Нурсултана Назарбаева. Общая площадь, на которой размещены производственные объекты предприятия, составляет около 133 га. Здесь трудятся более 7500 профессионально подготовленных специалистов. Работу завода координирует головной офис компании, расположенный в городе Алматы.

## Деятельность
Основная деятельность KSP Steel связана с производством стальных бесшовных труб различного диаметра и назначения. Продукция используется при строительстве трубопроводов, на объектах нефтедобывающих и геологоразведочных компаний, машиностроительных и промышленных предприятий Казахстана, а также экспортируется в страны СНГ (Россия, Азербайджан, Туркменистан) и государства дальнего зарубежья, в том числе США.
В 2011 году в ходе проведенной аттестации на профпригодность было уволено более 400 сотрудников компании. В ходе разбирательств, юристы признали аттестацию незаконной. Руководство казахстанского предприятия KSP Steel в Павлодаре признало свою неправоту и восстановило сотрудников на свои должности. 
В августе 2021 года стало известно, что Казахстанская KSP Steel планирует инвестировать 500 млн рублей в развитие производства ООО "Полимерстрой" по выпуску стальных бесшовных труб, сообщила пресс-служба правительства Оренбургской области.

### Оборудование
Разработку проекта завода, а также поставку и пусконаладку основного оборудования осуществила фирма Danieli (Италия). Также используется оборудование фирм: Kocks (Германия), Tecnar (Канада), Cartacci (Италия), Tuboscope (США), Bronx (США), PMC-Colinet (Бельгия), Tiede, MAC, Sidermontaggi (Италия).